# Allsvenskan de 1991
A Primeira Divisão do Campeonato Sueco de Futebol da temporada 1991, denominada oficialmente de Allsvenskan 1991, foi a 67º edição da principal divisão do futebol sueco. O campeão foi o IFK Göteborg que conquistou seu 8º título na história da competição.

## Premiação
| Allsvenskan 1991                 |
| Sweden                           |
| -------------------------------- |
| IFK GÖTEBORG Campeão (8º título) |